# Birthday Boy
Birthday Boy ist ein australischer computeranimierter Kurzfilm von Sejong Park aus dem Jahr 2004.

## Handlung
Korea 1951: Der kleine Junge Manuk spielt in der menschenleeren Gegend Krieg. Er sucht in einem abgestürzten Kampfflugzeug nach einer Schraube, die er auf die Schienen der Bahn legt. Die anschließend magnetische, flachgefahrene Schraube verwendet er für sein Spielzeug, das er aus Metall gebaut hat und das Krieger und Kriegsfahrzeuge umfasst. In den leeren Straßen seines Dorfes imitiert er einen Angriff und beschießt einen Fahrradfahrer mit einem Stein, der daraufhin die Kontrolle über sein Rad verliert, stürzt und wütend reagiert.
Der Junge rennt nach Hause. Hier findet er ein Paket vor, das die Brieftasche seines Vaters, seine Erkennungsmarke und seine Stiefel enthält. Der Junge kann noch nicht erkennen, dass es bedeutet, dass sein Vater an der Front gefallen ist. Er hängt sich die Kette mit der Erkennungsmarke um, zieht sich die Stiefel an und spielt marschieren. Über seinem Spielzeug schläft er ein. Wenig später hört man, wie die Mutter nach Hause kommt.

## Produktion
Birthday Boy entstand an der Australian Film Television and Radio School, wo Sejong Park zu der Zeit studierte. Der computeranimierte Film  erlebte am 8. Juni 2004 auf dem Festival d’Animation Annecy seine Premiere.

## Auszeichnungen
Birthday Boy gewann als bester animierter Kurzfilm 2004 einen AFI Award des Australian Film Institute sowie den Yoram Gross Award auf dem Sydney Film Festival. Im Jahr 2005 wurde er mit einem BAFTA als „Bester animierter Kurzfilm“ ausgezeichnet.
Der Film war 2005 für einen Oscar in der Kategorie „Bester animierter Kurzfilm“ nominiert, konnte sich jedoch nicht gegen Ryan durchsetzen.